# Torneo femenino de rugby 7 en los Juegos Olímpicos de Tokio 2020
El torneo femenino de rugby 7 en los Juegos Olímpicos de Tokio 2020 se realizó en el Estadio de Tokio en julio de 2021.
El torneo de disputó en el Estadio de Tokio entre el 29 y el 31 de julio de 2021.

## Clasificación
| Competición                | Fecha                                       | Sede               | Plazas | Equipos clasificados                          |
| -------------------------- | ------------------------------------------- | ------------------ | ------ | --------------------------------------------- |
| País anfitrión             | –                                           | –                  | 1      | Japón                                         |
| Serie Mundial              | 20 de octubre de 2018 - 16 de junio de 2019 | Varias             | 4      | Nueva Zelanda Estados Unidos Canadá Australia |
| Campeonato Sudamericano    | 1 – 2 de junio de 2019                      | Lima · ( Perú)     | 1      | Brasil                                        |
| Campeonato Europeo         | 13 – 14 de julio de 2019                    | Kazán · ( Rusia    | 1      | Gran Bretaña                                  |
| Campeonato Africano        | 12 – 13 de octubre de 2019                  | Jemmal ( Túnez)    | 1      | Kenia                                         |
| Campeonato de Oceanía      | 7 – 9 de noviembre de 2019                  | Suva ( Fiyi)       | 1      | Fiyi                                          |
| Campeonato Asiático        | 9 – 10 de noviembre de 2019                 | Guangzhou ( China) | 1      | China                                         |
| Torneo Preolímpico Mundial | 19 - 20 de junio de 2021                    | Mónaco ( Mónaco)   | 2      | Francia COR                                   |
| TOTAL                      |                                             |                    | 12     | 12                                            |

## Fase de grupos

### Grupo A
| Pos. | Equipo        | Encuentros | Encuentros | Encuentros | Encuentros | Tantos  | Tantos    | Tantos     | Puntos |
| Pos. | Equipo        | jugados    | ganados    | empatados  | perdidos   | a favor | en contra | diferencia | Puntos |
| ---- | ------------- | ---------- | ---------- | ---------- | ---------- | ------- | --------- | ---------- | ------ |
| 1    | Nueva Zelanda | 3          | 3          | 0          | 0          | 88      | 28        | +60        | 9      |
| 2    | Gran Bretaña  | 3          | 2          | 0          | 1          | 66      | 38        | +28        | 7      |
| 3    | COR           | 3          | 1          | 0          | 2          | 47      | 59        | -12        | 5      |
| 4    | Kenia         | 3          | 0          | 0          | 3          | 19      | 95        | -76        | 3      |

Nota: Se otorgan 3 puntos al equipo que gane un partido, 2 al que empate y 1 al que pierda

#### Resultados
| 29 de julio, 11:00 | COR | 12 - 14 | Gran Bretaña | Estadio Ajinomoto, Tokio, Japón |                           |
|                    |     | Reporte |              | Árbitro(s): Jenner Lauren       | Árbitro(s): Jenner Lauren |

| 29 de julio, 11:30 | Nueva Zelanda | 29 - 7  | Kenia | Estadio Ajinomoto, Tokio, Japón |                      |
|                    |               | Reporte |       | Árbitro(s): Cox Sara            | Árbitro(s): Cox Sara |

| 29 de julio, 18:30 | Nueva Zelanda | 26 - 21 | Gran Bretaña | Estadio Ajinomoto, Tokio, Japón |                         |
|                    |               | Reporte |              | Árbitro(s): Perrett Amy         | Árbitro(s): Perrett Amy |

| 29 de julio, 19:00 | COR | 35 - 12 | Kenia | Estadio Ajinomoto, Tokio, Japón |                          |
|                    |     | Reporte |       | Árbitro(s): Miller Tyler        | Árbitro(s): Miller Tyler |

| 30 de julio, 11:00 | Gran Bretaña | 31 - 0  | Kenia | Estadio Ajinomoto, Tokio, Japón |                           |
|                    |              | Reporte |       | Árbitro(s): Jenner Lauren       | Árbitro(s): Jenner Lauren |

| 30 de julio, 11:30 | Nueva Zelanda | 33 - 0  | COR | Estadio Ajinomoto, Tokio, Japón |                             |
|                    |               | Reporte |     | Árbitro(s): Davidson Hollie     | Árbitro(s): Davidson Hollie |

### Grupo B
| Pos. | Equipo  | Encuentros | Encuentros | Encuentros | Encuentros | Tantos  | Tantos    | Tantos     | Puntos |
| Pos. | Equipo  | jugados    | ganados    | empatados  | perdidos   | a favor | en contra | diferencia | Puntos |
| ---- | ------- | ---------- | ---------- | ---------- | ---------- | ------- | --------- | ---------- | ------ |
| 1    | Francia | 3          | 3          | 0          | 0          | 83      | 10        | +73        | 9      |
| 2    | Fiyi    | 3          | 2          | 0          | 1          | 72      | 29        | +43        | 7      |
| 3    | Canadá  | 3          | 1          | 0          | 2          | 45      | 57        | -12        | 5      |
| 4    | Brasil  | 3          | 0          | 0          | 2          | 10      | 114       | -104       | 3      |

Nota: Se otorgan 3 puntos al equipo que gane un partido, 2 al que empate y 1 al que pierda

#### Resultados
| 29 de julio, 09:00 | Francia | 12 - 5  | Fiyi | Estadio Ajinomoto, Tokio, Japón |                            |
|                    |         | Reporte |      | Árbitro(s): Davison Hollie      | Árbitro(s): Davison Hollie |

| 29 de julio, 09:30 | Canadá | 33 - 0  | Brasil | Estadio Ajinomoto, Tokio, Japón |                        |
|                    |        | Reporte |        | Árbitro(s): Jones Adam          | Árbitro(s): Jones Adam |

| 29 de julio, 16:30 | Canadá | 12 - 26 | Fiyi | Estadio Ajinomoto, Tokio, Japón |                      |
|                    |        | Reporte |      | Árbitro(s): Cox Sara            | Árbitro(s): Cox Sara |

| 29 de julio, 17:00 | Francia | 40 - 5  | Brasil | Estadio Ajinomoto, Tokio, Japón |                           |
|                    |         | Reporte |        | Árbitro(s): Putz Madeline       | Árbitro(s): Putz Madeline |

| 30 de julio, 09:00 | Fiyi | 41 - 5  | Brasil | Estadio Ajinomoto, Tokio, Japón |                            |
|                    |      | Reporte |        | Árbitro(s): Winiata Selica      | Árbitro(s): Winiata Selica |

| 30 de julio, 09:30 | Canadá | 0 - 31  | Francia | Estadio Ajinomoto, Tokio, Japón |                            |
|                    |        | Reporte |         | Árbitro(s): Rokovereni Tex      | Árbitro(s): Rokovereni Tex |

### Grupo C
| Pos. | Equipo         | Encuentros | Encuentros | Encuentros | Encuentros | Tantos  | Tantos    | Tantos     | Puntos |
| Pos. | Equipo         | jugados    | ganados    | empatados  | perdidos   | a favor | en contra | diferencia | Puntos |
| ---- | -------------- | ---------- | ---------- | ---------- | ---------- | ------- | --------- | ---------- | ------ |
| 1    | Estados Unidos | 3          | 3          | 0          | 0          | 59      | 33        | +26        | 9      |
| 2    | Australia      | 3          | 2          | 0          | 1          | 86      | 24        | +62        | 7      |
| 3    | China          | 3          | 1          | 0          | 2          | 53      | 54        | -1         | 5      |
| 4    | Japón          | 3          | 0          | 0          | 3          | 7       | 94        | -87        | 3      |

Nota: Se otorgan 3 puntos al equipo que gane un partido, 2 al que empate y 1 al que pierda

#### Resultados
| 29 de julio, 10:00 | Estados Unidos | 28 - 14 | China | Estadio Ajinomoto, Tokio, Japón |                            |
|                    |                | Reporte |       | Árbitro(s): Winiata Selica      | Árbitro(s): Winiata Selica |

| 29 de julio, 10:30 | Australia | 48 - 0  | Japón | Estadio Ajinomoto, Tokio, Japón |                              |
|                    |           | Reporte |       | Árbitro(s): Zussman Julianne    | Árbitro(s): Zussman Julianne |

| 29 de julio, 17:30 | Australia | 26 - 10 | China | Estadio Ajinomoto, Tokio, Japón |                            |
|                    |           | Reporte |       | Árbitro(s): Rokovereni Tex      | Árbitro(s): Rokovereni Tex |

| 29 de julio, 18:00 | Estados Unidos | 17 - 7  | Japón | Estadio Ajinomoto, Tokio, Japón |                          |
|                    |                | Reporte |       | Árbitro(s): Duarte Paulo        | Árbitro(s): Duarte Paulo |

| 30 de julio, 10:00 | China | 29 - 0  | Japón | Estadio Ajinomoto, Tokio, Japón |                        |
|                    |       | Reporte |       | Árbitro(s): Jones Adam          | Árbitro(s): Jones Adam |

| 30 de julio, 10:30 | Australia | 12 - 14 | Estados Unidos | Estadio Ajinomoto, Tokio, Japón |                              |
|                    |           | Reporte |                | Árbitro(s): Zussman Julianne    | Árbitro(s): Zussman Julianne |

## Fase Final

#### Eliminatoria por 9º puesto
|  | Playoff                            | Playoff                            |    |                                    | 9º y 10º Puesto                    | 9º y 10º Puesto |  |
|  |                                    |                                    |    |                                    |                                    |                 |  |
|  | 30 julio, 16:30, Estadio Ajinomoto |                                    |    |                                    |                                    |                 |  |
|  | Canadá                             | 45                                 |    |                                    |                                    |                 |  |
|  | Brasil                             | 0                                  |    |                                    |                                    |                 |  |
|  |                                    |                                    |    |                                    |                                    |                 |  |
|  |                                    |                                    |    |                                    | 31 julio, 09:30, Estadio Ajinomoto |                 |  |
|  |                                    |                                    |    |                                    | Canadá                             | 24              |  |
|  |                                    | Kenia                              | 10 |                                    |                                    |                 |  |
|  |                                    |                                    |    |                                    |                                    |                 |  |
|  |                                    |                                    |    |                                    |                                    |                 |  |
|  |                                    |                                    |    |                                    | 11º y 12º Puesto                   |                 |  |
|  | 30 julio, 17:00, Estadio Ajinomoto | 30 julio, 17:00, Estadio Ajinomoto |    | 31 julio, 09:00, Estadio Ajinomoto | 31 julio, 09:00, Estadio Ajinomoto |                 |  |
|  | Kenia                              | 21                                 |    | Brasil                             | 21                                 |                 |  |
|  | Japón                              | 17                                 |    |                                    | Japón                              | 12              |  |

#### Eliminatorias por las medallas
|  | Quinto puesto                      | Quinto puesto                      |                                    |     | Crossover                          | Crossover                          |                                    |                                    | Cuartos de final                   | Cuartos de final |             |               | Semifinales                        | Semifinales                        |  |  | Final                              | Final                              |
|  |                                    |                                    |                                    |     |                                    |                                    |                                    |                                    |                                    |                  |             |               |                                    |                                    |  |  |                                    |                                    |
|  |                                    |                                    |                                    |     |                                    |                                    |                                    |                                    | 30 julio, 17:30, Estadio Ajinomoto |                  |             |               |                                    |                                    |  |  |                                    |                                    |
|  |                                    |                                    |                                    |     |                                    |                                    |                                    |                                    |                                    |                  |             |               |                                    |                                    |  |  |                                    |                                    |
|  | 31 julio, 17:00, Estadio Ajinomoto | 31 julio, 17:00, Estadio Ajinomoto |                                    |     | 31 julio, 10:00, Estadio Ajinomoto | 31 julio, 10:00, Estadio Ajinomoto |                                    |                                    | Nueva Zelanda                      | 36               |             |               | 31 julio, 11:00, Estadio Ajinomoto | 31 julio, 11:00, Estadio Ajinomoto |  |  | 31 julio, 18:00, Estadio Ajinomoto | 31 julio, 18:00, Estadio Ajinomoto |
|  | 31 julio, 17:00, Estadio Ajinomoto | 31 julio, 17:00, Estadio Ajinomoto |                                    |     | 31 julio, 10:00, Estadio Ajinomoto | 31 julio, 10:00, Estadio Ajinomoto |                                    |                                    | Nueva Zelanda                      | 36               |             |               | 31 julio, 11:00, Estadio Ajinomoto | 31 julio, 11:00, Estadio Ajinomoto |  |  | 31 julio, 18:00, Estadio Ajinomoto | 31 julio, 18:00, Estadio Ajinomoto |
|  | 31 julio, 17:00, Estadio Ajinomoto | 31 julio, 17:00, Estadio Ajinomoto |                                    |     | 31 julio, 10:00, Estadio Ajinomoto | 31 julio, 10:00, Estadio Ajinomoto | COR                                | 0                                  |                                    |                  |             |               | 31 julio, 11:00, Estadio Ajinomoto | 31 julio, 11:00, Estadio Ajinomoto |  |  | 31 julio, 18:00, Estadio Ajinomoto | 31 julio, 18:00, Estadio Ajinomoto |
|  | 31 julio, 17:00, Estadio Ajinomoto | 31 julio, 17:00, Estadio Ajinomoto |                                    | COR | 7                                  |                                    | COR                                | 0                                  |                                    |                  |             | Nueva Zelanda | 22                                 |                                    |  |  | 31 julio, 18:00, Estadio Ajinomoto | 31 julio, 18:00, Estadio Ajinomoto |
|  | 31 julio, 17:00, Estadio Ajinomoto | 31 julio, 17:00, Estadio Ajinomoto | 30 julio, 18:00, Estadio Ajinomoto | COR | 7                                  |                                    |                                    |                                    |                                    |                  |             | Nueva Zelanda | 22                                 |                                    |  |  | 31 julio, 18:00, Estadio Ajinomoto | 31 julio, 18:00, Estadio Ajinomoto |
|  | 31 julio, 17:00, Estadio Ajinomoto | 31 julio, 17:00, Estadio Ajinomoto |                                    |     | Australia                          | 35                                 |                                    |                                    | Fiyi                               | 17               |             |               |                                    |                                    |  |  | 31 julio, 18:00, Estadio Ajinomoto | 31 julio, 18:00, Estadio Ajinomoto |
|  | 31 julio, 17:00, Estadio Ajinomoto | 31 julio, 17:00, Estadio Ajinomoto | Fiyi                               | 14  | Australia                          | 35                                 |                                    |                                    | Fiyi                               | 17               |             |               |                                    |                                    |  |  | 31 julio, 18:00, Estadio Ajinomoto | 31 julio, 18:00, Estadio Ajinomoto |
|  | 31 julio, 17:00, Estadio Ajinomoto | 31 julio, 17:00, Estadio Ajinomoto | Fiyi                               | 14  |                                    |                                    |                                    |                                    |                                    |                  |             |               |                                    |                                    |  |  | 31 julio, 18:00, Estadio Ajinomoto | 31 julio, 18:00, Estadio Ajinomoto |
|  | 31 julio, 17:00, Estadio Ajinomoto | 31 julio, 17:00, Estadio Ajinomoto |                                    |     | Australia                          | 12                                 |                                    |                                    |                                    |                  |             |               |                                    |                                    |  |  | 31 julio, 18:00, Estadio Ajinomoto | 31 julio, 18:00, Estadio Ajinomoto |
|  | Australia                          | 17                                 |                                    |     | Australia                          | 12                                 | Nueva Zelanda                      | 26                                 |                                    |                  |             |               |                                    |                                    |  |  |                                    |                                    |
|  | Australia                          | 17                                 | 30 julio, 18:30, Estadio Ajinomoto |     |                                    |                                    | Nueva Zelanda                      | 26                                 |                                    |                  |             |               |                                    |                                    |  |  |                                    |                                    |
|  | Estados Unidos                     | 7                                  |                                    |     | Francia                            | 12                                 |                                    |                                    |                                    |                  |             |               |                                    |                                    |  |  |                                    |                                    |
|  | Estados Unidos                     | 7                                  | Estados Unidos                     | 12  | Francia                            | 12                                 |                                    |                                    |                                    |                  |             |               |                                    |                                    |  |  |                                    |                                    |
|  |                                    |                                    | Estados Unidos                     | 12  | 31 julio, 10:30, Estadio Ajinomoto | 31 julio, 10:30, Estadio Ajinomoto | 31 julio, 11:30, Estadio Ajinomoto | 31 julio, 11:30, Estadio Ajinomoto |                                    |                  |             |               |                                    |                                    |  |  |                                    |                                    |
|  |                                    |                                    | Reino Unido                        | 21  | 31 julio, 10:30, Estadio Ajinomoto | 31 julio, 10:30, Estadio Ajinomoto | 31 julio, 11:30, Estadio Ajinomoto | 31 julio, 11:30, Estadio Ajinomoto |                                    |                  |             |               |                                    |                                    |  |  |                                    |                                    |
|  | Séptimo puesto                     | Séptimo puesto                     | Reino Unido                        | 21  | Estados Unidos                     | 33                                 |                                    |                                    |                                    |                  | Reino Unido | 19            | Tercer puesto                      | Tercer puesto                      |  |  |                                    |                                    |
|  | Séptimo puesto                     | Séptimo puesto                     | 30 julio, 19:00, Estadio Ajinomoto |     | Estados Unidos                     | 33                                 |                                    |                                    |                                    |                  | Reino Unido | 19            | Tercer puesto                      | Tercer puesto                      |  |  |                                    |                                    |
|  | 31 julio, 16:30, Estadio Ajinomoto | 31 julio, 16:30, Estadio Ajinomoto |                                    |     | China                              | 14                                 |                                    |                                    | Francia                            | 26               |             |               | 31 julio, 17:30, Estadio Ajinomoto | 31 julio, 17:30, Estadio Ajinomoto |  |  |                                    |                                    |
|  | COR                                | 10                                 | Francia                            | 24  | China                              | 14                                 | Fiyi                               | 21                                 | Francia                            | 26               |             |               |                                    |                                    |  |  |                                    |                                    |
|  | COR                                | 10                                 | Francia                            | 24  |                                    |                                    | Fiyi                               | 21                                 |                                    |                  |             |               |                                    |                                    |  |  |                                    |                                    |
|  | China                              | 22                                 |                                    |     | China                              | 10                                 |                                    |                                    | Reino Unido                        | 12               |             |               |                                    |                                    |  |  |                                    |                                    |
|  | China                              | 22                                 |                                    |     | China                              | 10                                 |                                    |                                    | Reino Unido                        | 12               |             |               |                                    |                                    |  |  |                                    |                                    |

#### Resultados

##### Cuartos de final
| 30 de julio, 17:30 | Nueva Zelanda | 36 - 0  | COR | Estadio Ajinomoto, Tokio, Japón |                      |
|                    |               | Reporte |     | Árbitro(s): Cox Sara            | Árbitro(s): Cox Sara |

| 30 de julio, 18:00 | Fiyi | 14 - 12 | Australia | Estadio Ajinomoto, Tokio, Japón |                          |
|                    |      | Reporte |           | Árbitro(s): Duarte Paulo        | Árbitro(s): Duarte Paulo |

| 30 de julio, 18:30 | Estados Unidos | 12 - 21 | Reino Unido | Estadio Ajinomoto, Tokio, Japón |                         |
|                    |                | Reporte |             | Árbitro(s): Perrett Amy         | Árbitro(s): Perrett Amy |

| 30 de julio, 19:00 | Francia | 24 - 10 | China | Estadio Ajinomoto, Tokio, Japón |                            |
|                    |         | Reporte |       | Árbitro(s): Davison Hollie      | Árbitro(s): Davison Hollie |

##### Semifinales
| 31 de julio, 11:00 | Nueva Zelanda | 22 - 17 | Fiyi | Estadio Ajinomoto, Tokio, Japón |                         |
|                    |               | Reporte |      | Árbitro(s): Perrett Amy         | Árbitro(s): Perrett Amy |

| 31 de julio, 11:30 | Reino Unido | 19 - 26 | Francia | Estadio Ajinomoto, Tokio, Japón |                          |
|                    |             | Reporte |         | Árbitro(s): Duarte Paulo        | Árbitro(s): Duarte Paulo |

##### Medalla de Bronce
| 31 de julio, 17:30 | Fiyi | 21 - 12 | Reino Unido | Estadio Ajinomoto, Tokio, Japón |                          |
|                    |      | Reporte |             | Árbitro(s): Duarte Paulo        | Árbitro(s): Duarte Paulo |

##### Medalla de Oro
| 31 de julio, 18:00 | Nueva Zelanda | 26 - 12 | Francia | Estadio Ajinomoto, Tokio, Japón |                      |
|                    |               | Reporte |         | Árbitro(s): Cox Sara            | Árbitro(s): Cox Sara |

### Medallero
| Evento | Oro                            | Plata                       | Bronce                               |
| ------ | ------------------------------ | --------------------------- | ------------------------------------ |
|        | Campeón Olímpico Nueva Zelanda | Subcampeón Olímpico Francia | Ganador de la Medalla de Bronce Fiyi |

## Jugadoras de equipos medallistas
| Medalla | Equipo |
| ------- | --- |
| Oro     | Nueva Zelanda (NZL) Ruby Tui, Risi Pouri-Lane, Stacey Fluhler, Kaka Shiray, Sarah Hirini, Michaela Blyde, Tyla Nathan-Wong, Kelly Brazier, Gayle Broughton, Theresa Fitzpatrick, Portia Woodman, Alena Saili, Tenika Willison   |
| Plata   | Francia (FRA) Seraphine Okemba, Anne-Cecile Ciofani, Chloe Pelle, Chloe Jacquet, Jade Ulutule, Fanny Horta, Coralie Bertrand, Camille Grassineau, Carla Neisen, Caroline Druin, Shannon Izar, Lina Guerin                       |
| Bronce  | Fiyi (FIJ) Vasiti Solikoviti, Sesenieli Donu, Raijieli Daveua, Rusila Nagasau, Ana Roqica, Reapi Ulunisau, Lavena Cavuru, Laisana Likuceva, Viviana Riwai, Alowesi Nakoci, Ana María Naimasi, Roela Radiniyavuni, Lavenia Tinai |